# جيل باكيه برينر
جيل باكيه برينر (بالفرنسية: Gilles Paquet-Brenner)‏ (و. 1974  م) هو مخرج أفلام، وكاتب سيناريو فرنسي، ولد في باريس.

## وصلات خارجية
- جيل باكيه برينر على موقع IMDb (الإنجليزية)
- جيل باكيه برينر على موقع قاعدة بيانات الأفلام العربية
- جيل باكيه برينر على موقع ألو سيني (الفرنسية)
- جيل باكيه برينر على موقع أول موفي (الإنجليزية)
- جيل باكيه برينر على موقع قاعدة بيانات الأفلام السويدية (السويدية)
- جيل باكيه برينر على موقع ديسكوغز (الإنجليزية)
- جيل باكيه برينر على موقع قاعدة بيانات الفيلم (الإنجليزية)
- جيل باكيه برينر على موقع كينوبويسك (الروسية)